# Demokrat Parti (1946)
Die Demokratische Partei (türkisch Demokrat Parti, kurz DP) war eine türkische politische Partei der gemäßigten Rechten. Nach der Liberalen Republikanischen Partei (Serbest Cumhuriyet Fırkası, 1930) und der Nationalen Entwicklungspartei (Milli Kalkınma Partisi, 1945) war sie die dritte legale Oppositionspartei.
Die Demokratische Partei wurde am 7. Januar 1946 von Refik Koraltan, Adnan Menderes, Celâl Bayar und Mehmet Fuat Köprülü gegründet, als Opposition gegen die herrschende Republikanische Volkspartei (CHP), die die Türkische Republik gegründet hatte. Der seit 1950 amtierende Parteivorsitzende Adnan Menderes wurde nach der Wahl 1950 zum Ministerpräsidenten der Türkei gewählt.
Die Demokratische Partei lehnte die Politik der Verwestlichung der CHP nicht ab, aber führte diese nicht mit der gleichen Kraft fort. Sie war auch weniger säkular als die CHP. Am 27. Mai 1960 übernahm das Komitee der Nationalen Einheit sämtliche Regierungsgeschäfte und ließ die DP verbieten. Das Militär befürchtete, dass die Grundprinzipien des Staates in Gefahr waren und es gab eine wachsende öffentliche Unzufriedenheit mit Menderes’ bekannter Intoleranz gegenüber Kritik. Die Junta ließ 592 Politiker und Beamte vor ein Ausnahmegericht stellen, das in den Yassıada-Prozessen insgesamt 15 Angeklagte, darunter auch Menderes und Bayar, zum Tode verurteilte. Allerdings wurden nur drei der 15 Todesurteile vom Komitee der Nationalen Einheit bestätigt. Hasan Polatkan, ehemaliger Finanzminister, und Fatin Rüştü Zorlu, ehemaliger Außenminister, wurden am 16. September 1961 auf der Insel İmralı hingerichtet. Die Vollstreckung des Todesurteils gegen Menderes folgte einen Tag später.

## Wahlergebnisse
| Wahljahr | Stimmen in Prozent | Sitze       |
| -------- | ------------------ | ----------- |
| 1946     | 13                 | 62          |
| 1950     | 52,68              | 408 von 487 |
| 1954     | 57,61              | 502 von 541 |
| 1957     | 47,88              | 424 von 610 |

## Wiedergründungen der Partei
Eine gleichnamige Partei wurde 1992 gegründet, siehe Demokrat Parti (1992), diese blieb aber weitestgehend erfolglos. Auch seit 2007 besteht wieder eine Partei gleichen Namens, die sich auf die Tradition beruft, siehe Demokrat Parti (2007).
Daneben gab es eine Reihe von säkular-konservativen Parteien die de facto die Nachfolge der Demokrat Parti antraten. Die größten von denen waren Yeni Türkiye Partisi (1961–1973), Adalet Partisi (1961–1981), Demokratik Parti (1970–1980), Anavatan Partisi (1983–2009) und die Doğru Yol Partisi (1983–2007).